# Nissan 1400
Nissan 1400 — грузопассажирский автомобиль, выпускавшийся компанией Nissan с 1971 по 2008 год в ЮАР. Являлся предшественником Nissan NP200.

## История
Nissan 1400 с внутренним обозначением B120 впервые был представлен в 1971 году под названием Datsun 1200. Базовой моделью стала Nissan Sunny B110. Его грузоподъёмность составляла более полутонны.
В 1976 году Datsun 1200 был переименован в 120 Y. В то же время производство началось в Южной Африке.
С 1979 года модель носила название B121, а с 1981 года — B122. В Южной Африке автомобиль получил индекс B140. До 1985 года B120 продавался в Австралии, а до 1994 года — в Японии. В 1982 году Datsun 1400 был переименован в Nissan 1400.
В 1985 году крыша кабины была увеличена на 75 мм. В то же время автомобиль получил передние дисковые тормоза, прямоугольные фары и чёрный бампер (вместо хромированного).
В 2002 и 2005 годах автомобили проходили фейслифтинг. Автомобили поздних выпусков имели пятиступенчатую механическую трансмиссию (ранее передач было 4). К 2008 году Nissan 1400 был заменён моделью Nissan NP200.
Причина снятия автомобиля с производства — ужесточение правил выбросов и безопасности.